# Jack Miller (friidrottare)
Jack Miller, född 26 januari 1899, död 19 mars 1957, var en friidrottare från Kanada. Han deltog vid olympiska sommarspelen 1924.